# Fenomenologie náboženství
Fenomenologie náboženství je metodologická disciplína zkoumající náboženské jevy, které porovnává, třídí, hledá vzájemné spojitosti, odlišnosti apod. Vznikla v polovině 20. století a za jejího zakladatele se považuje Gerardus van der Leeuw. Název fenomenologie pochází od Edmunda Husserla.

## Vznik fenomenologie náboženství
Fenomenologie náboženství vzniká v souvislosti s utvářením nové vědy, religionistiky. Pojmenování fenomenologie náboženství poprvé veřejně užil Pierre Daniel Chantepie de la Saussaye ve své knize Učebnice dějin náboženství (orig. Lehrbuch der Religionsgeschichte, 1887). V této době se však neujal ani název, ani metoda samotná. Další snahy o zpracování základních postupů fenomenologie náboženství se objevily v knize Rudolfa Otta Das Heilige (Posvátno) a práci Maxe Schelera Vom Ewigen in Menschen. Avšak vznik fenomenologie náboženství jako nového oboru se klade až do roku 1925, kdy Gerardus van der Leeuw vydává svůj Úvod do fenomenologie náboženství (orig. Einführung in die Religionsphänomenologie).
Podnětem pro vznik náboženské fenomenologie byl obrovský růst etnografických, archeologických a filologických výzkumů, ke kterým se pojí obrovský nárůst nashromážděného materiálu, se kterým bylo třeba systematicky pracovat a nějak jej uspořádat. Fenomenologie se pro to jevila jako dobrý nástroj.